# IWGP 주니어 헤비웨이트 챔피언십
IWGP 주니어 헤비웨이트 챔피언십(IWGP Jr. Heavyweight championship)은 신일본 프로레슬링의 챔피언십중 하나다. 신일본 프로레슬링에서는 경량급 챔피언십을 나타낸다.

## 역사
1986년 2월 6일에 열린 신일본 프로레슬링에서 처음 소개되었다.

## 기록들
- 초대 챔피언 : 코시나카 시로
- 최장수 챔피언 : 수신 선더 라이거 (628일)
- 최단 기간 챔피언 : 후벤투드 게레라 (7일)
- 최다 챔피언 : 수신 선더 라이거 (11회)

## 역대 챔피언 선수 목록
- 코시나카 시로 (초대 챔피언)
- 코바야시 쿠니아키
- 하세 히로시
- 오웬 하트
- 수신 선더 라이거
- 사노 나오키
- 페가수스 키드
- 노가미 아키라
- 엘 사무라이
- 울티모 드래곤
- 카네모토 코지
- 사부
- 더 그레이트 사스케
- 오오타니 신지로
- 켄도 카신
- 후벤투드 게레라
- 타카이와 타츠히토
- 다나카 미노루
- 나루세 마사유키
- 타이거 마스크 4세
- 쟈도
- 블랙 타이거 4세
- 타구치 류스케
- 이노우에 와타루
- 로우 키
- 미스티코
- 마루후지 나오미치
- 프린스 데빗
- 이부시 코타
- KUSHIDA(현 챔피언)
- 케니 오메가
- BUSHI
- 타카하시 히로무